# Ifanadiana (stad)
Ifanadiana is een stad in Madagaskar, gelegen in de regio Vatovavy-Fitovinany. De stad telt 17.948 inwoners (2005).

## Geschiedenis
Tot 1 oktober 2009 lag Ifanadiana in de provincie Fianarantsoa. Deze werd echter opgeheven en vervangen door de regio Vatovavy-Fitovinany. Tijdens deze wijziging werden alle autonome provincies opgeheven en vervangen door de in totaal 22 regio's van Madagaskar.

## Infrastructuur
Naast het basisonderwijs biedt de stad zowel middelbaar als hoger onderwijs aan. Ifanadiana beschikt tevens over een eigen ziekenhuis.

## Economie
Landbouw biedt werkgelegenheid aan het grootste gedeelte van de bevolking, respectievelijk 70% van de beroepsbevolking. Het belangrijkste gewas in Ifanadiana zijn koffie en rijst, terwijl andere belangrijke producten bonen, bananen en cassave betreffen. In de dienstensector werkt respectievelijk 30% van de bevolking.

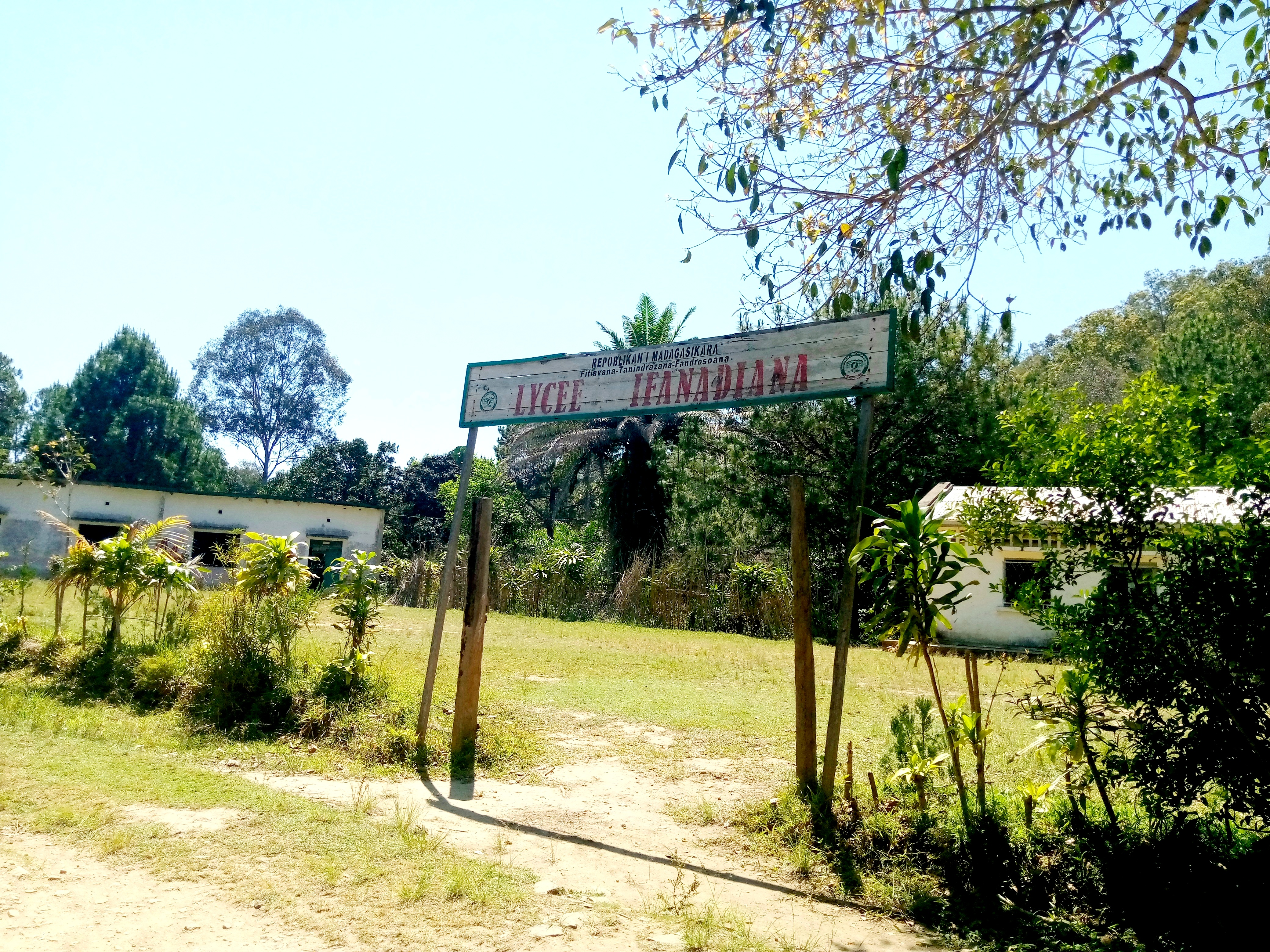
Het lyceum van Ifanadiana

- Library of Congress Control Number: n94014543
- Nationale Bibliotheek van Israël: 987007533385405171
- Virtual International Authority File: 142049689